# Vespa simillima
Vespa simillima – gatunek owada z rodziny osowatych (Vespidae), sklasyfikowany przez Fredericka Smitha w 1868 roku.
Gatunek ten występuje na Kamczatce, w okolicy rzeki Amur, Sachalinie, na Wyspach Kurylskich, w Korei i Japonii. Został introdukowany w Kanadzie.
Jest średnich rozmiarów, długość ciała robotnicy wynosi 17–23 mm.

## Podgatunki
- Vespa simillima flavata Perkins, 1910
- Vespa simillima mongolica André, 1884